# 沙特皇家武装部队
沙特皇家武装部队建于1964年，最高国防会议为国防最高决策机关。国王为武装部队最高统帅，武装部队总参谋长为穆罕默德·萨利赫·哈马迪上将。军队分正规军和国民部队。正规军平时实行志愿兵役制，战时实行义务兵役制，一般兵种服役期两年，特殊兵种服役三年。

## 武装力量组织结构
武装部队总兵力约23.3万人
- 陆军17.5万人。

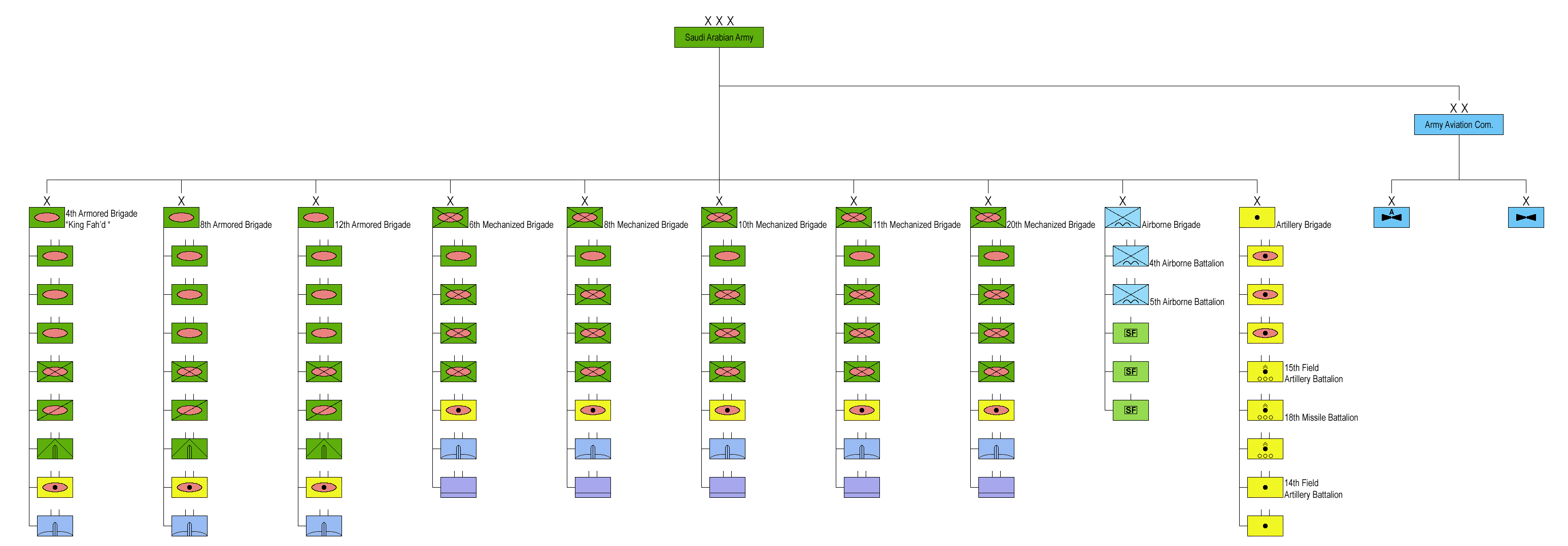
沙特陆军组织结构图

  - 装甲兵。装甲旅编制为：1个装甲侦察连，3个坦克营每营42辆坦克，1个机械化步兵营装备54辆装甲步兵战车/装甲人员输送车，1个炮兵营装备18门自行火炮，1个陆航中队，1个工兵连，1个后勤营，1个野战修理厂，1个卫生连。 
    - 第4装甲旅（“法赫德国王旅”）：部署在西南靠近也门边境的海米斯穆谢特
    - 第8装甲旅
    - 第12装甲旅：部署在靠近约旦边境的塔布克。

  - 机械化兵。机械化旅编制为：1个装甲侦察连，1个坦克营装备42辆坦克，3个机械化步兵营装备54辆装甲步兵战车/装甲人员输送车，1个炮兵营装备18门自行火炮，1个陆航中队，1个工兵连，1个后勤营，1个野战修理厂，1个卫生连。 
    - 第6机械化旅：部署在靠近约旦边境的塔布克。
    - 第8机械化旅：部署在东北靠近科威特、伊拉克边境的哈費爾巴廷
    - 第10机械化旅：部署在靠近也门边境的Sharawrah
    - 第11机械化旅：部署在西南靠近也门边境的海米斯穆谢特
    - 第20机械化旅：部署在东北靠近科威特、伊拉克边境的哈費爾巴廷

  - 步兵。每个轻型摩步旅编制为：3个摩步营装备悍马车，1个炮兵营，1个支援营。 
    - 第17轻型摩托化步兵旅
    - 第18轻型摩托化步兵旅
    - 第19轻型摩托化步兵旅

  - 空降旅。部署在靠近约旦边境的塔布克。
    - 第4伞兵营
    - 第5伞兵营
    - 3个特种作战连：担负反恐作战任务。受沙特国家安全负责人苏尔丹王子（Prince Sultan）直接指挥。

  - 炮兵旅
    - 第15野战炮兵营（多管火箭炮）
    - 第18导弹营
    - 第14野战炮兵营（牵引式155毫米火炮）
    - 第炮兵营
    - 第炮兵营

  - 王室警卫团：辖3个轻步兵营，直接向国王报告。部署于利雅得。
  - 陆航司令部
- 海军有红海和波斯湾两支舰队。1个海军陆战团辖2个营；
- 空军编7个战斗机/攻击机中队、6个战斗机中队，7个教练机中队等。15座军用机场。
- 防空部队：1981年从陆军分立出来成为独立军种。装备防空警戒雷达、防空三坐标雷达、霍克防空导弹、爱国者防空导弹、35毫米高炮等。
- 国民警卫队：独立于沙特国防部之外。隶属于沙特国民警卫队部的管理指挥。源自终于沙特国王的部落武装编组而成。辖8个旅：
  - Imam Muhammad bin Saud机械化旅 (IMBS)
  - Prince Saad Abdulrahman机械化旅 (PSAR)
  - Turki机械化旅2002年组建
  - King Khalid轻步兵旅
  - King Abdulaziz机械化旅
  - Prince Mohammad bin Abdulrahman al-Saud轻步兵旅
  - 位于吉达的轻步兵旅
  - 位于麦地那的轻步兵旅
  - Omar bin Kattab轻步兵旅，位于塔伊夫。
- 边防部队
- 特种安全部队
- 海上警卫队。

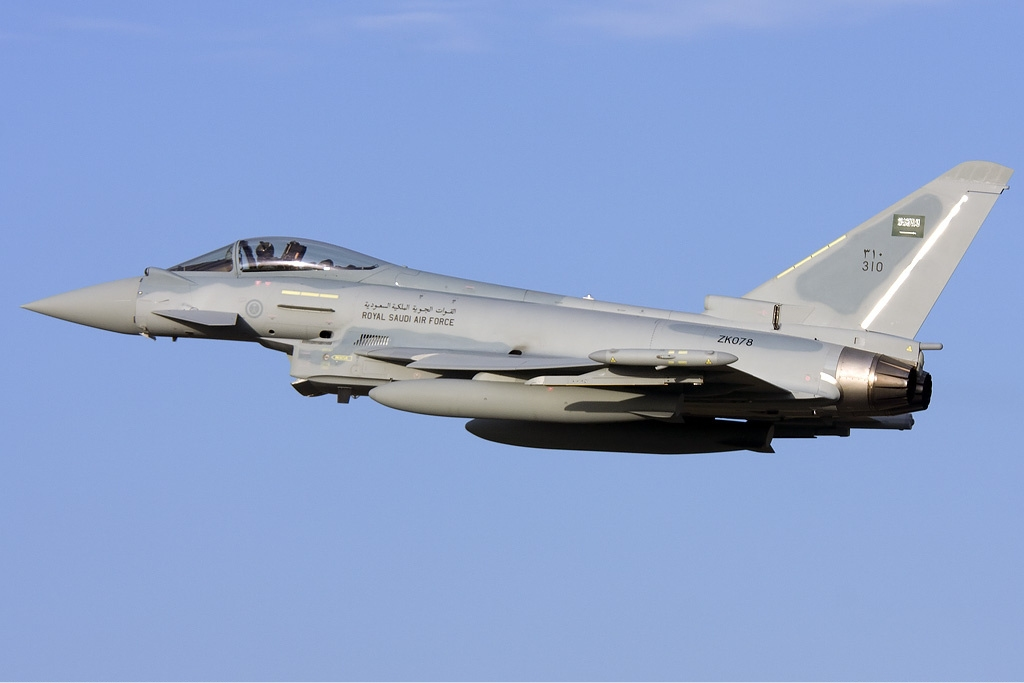
歐製颱風戰機
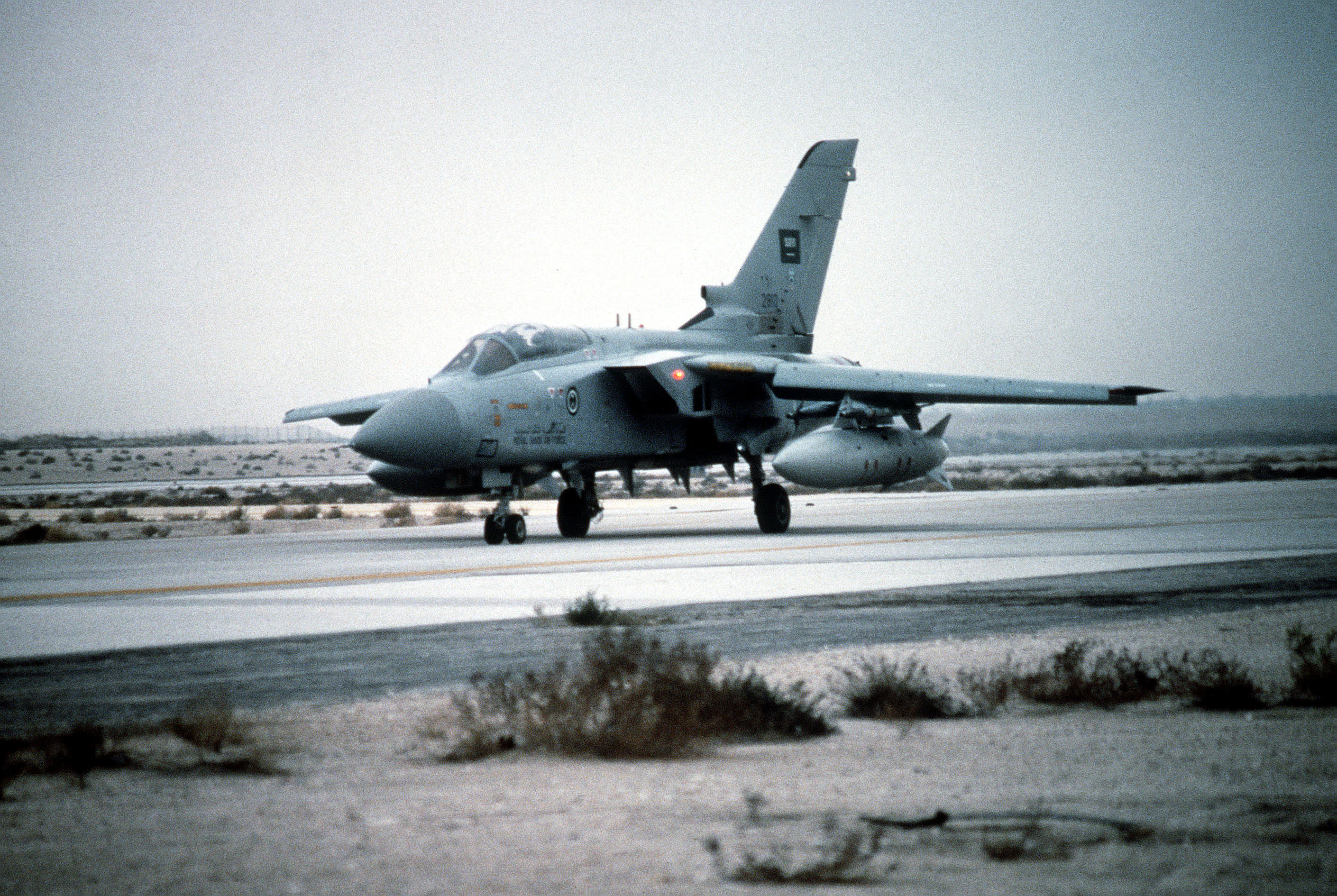
英製龍捲風戰機
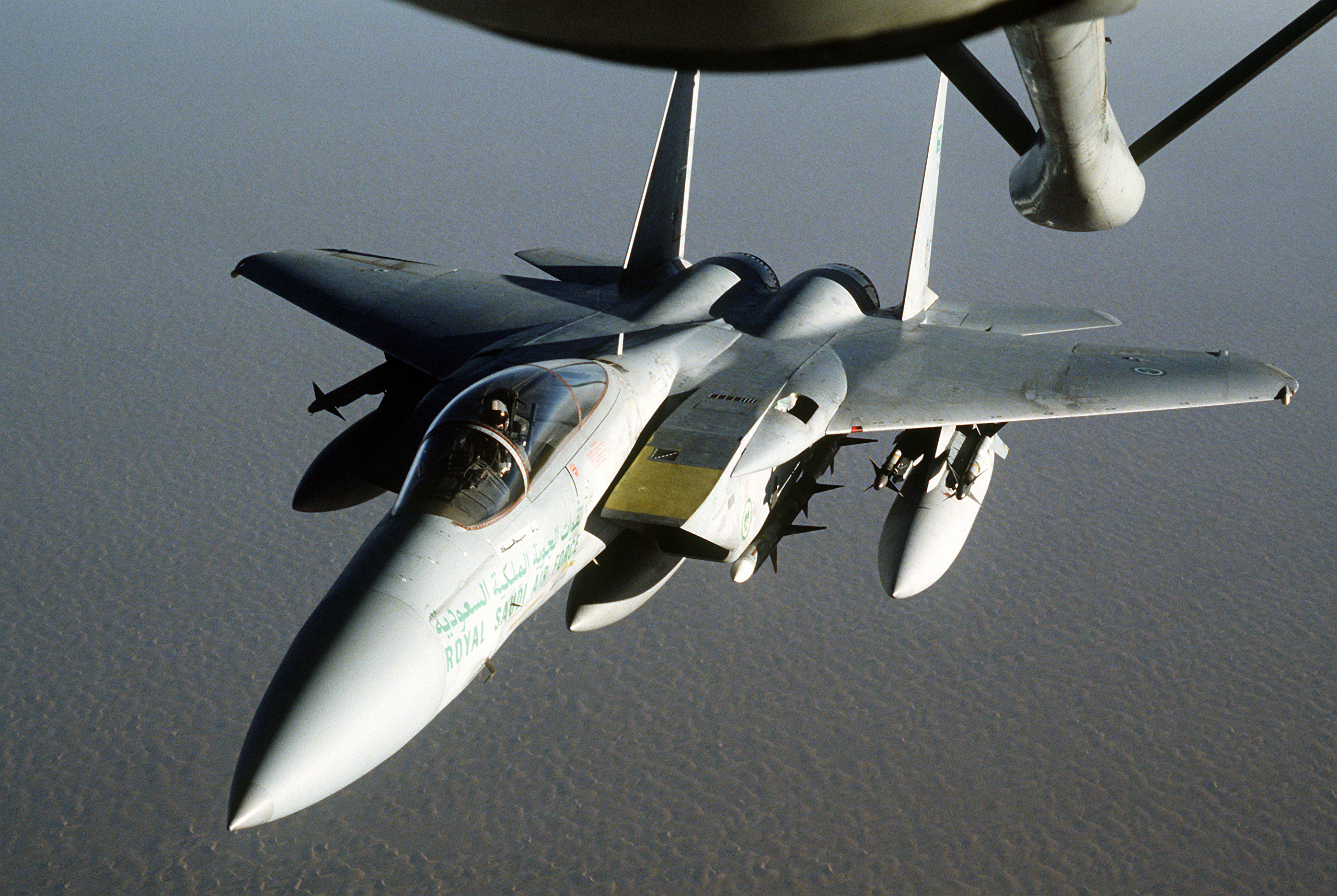
美製F-15C
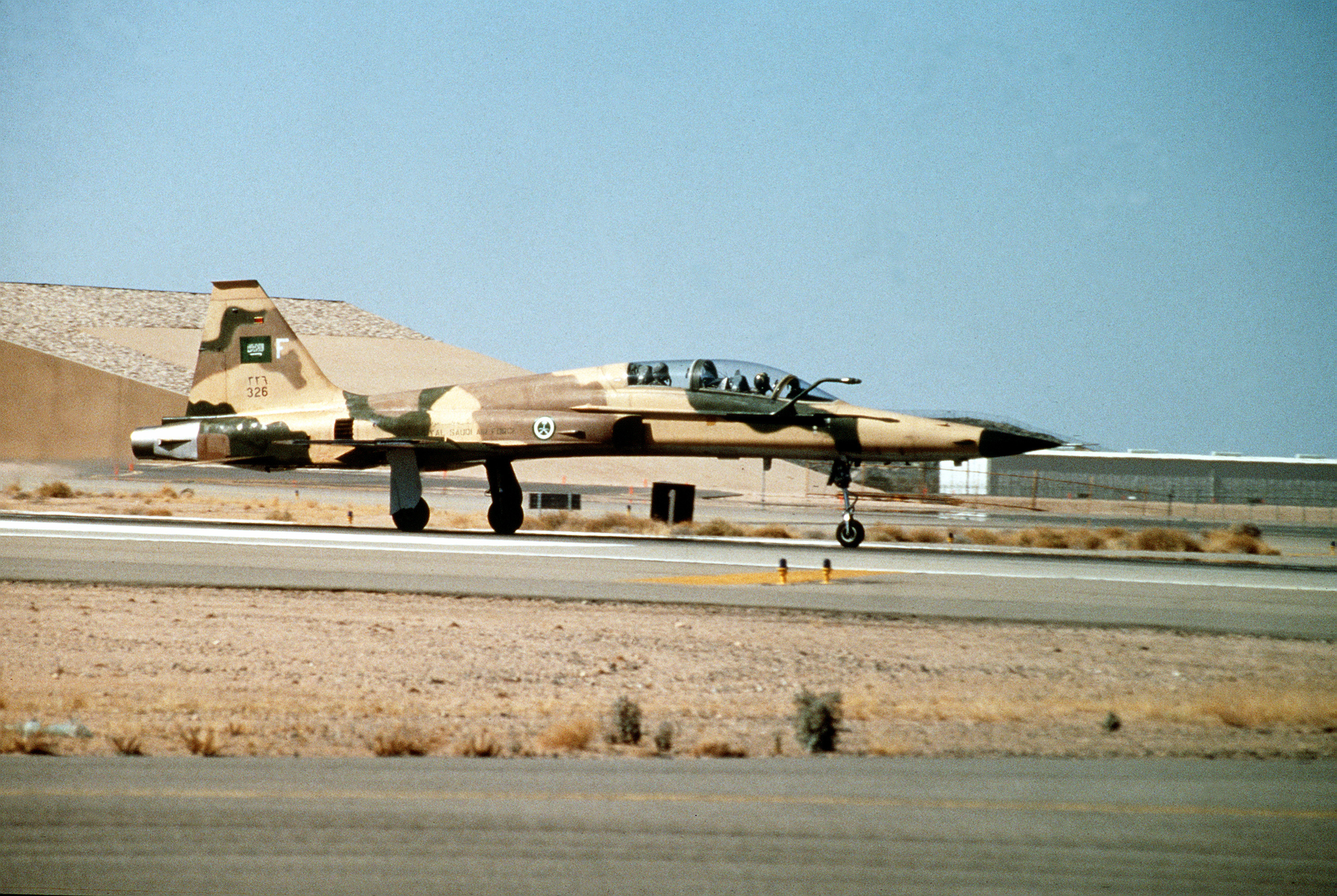
美製F-5E
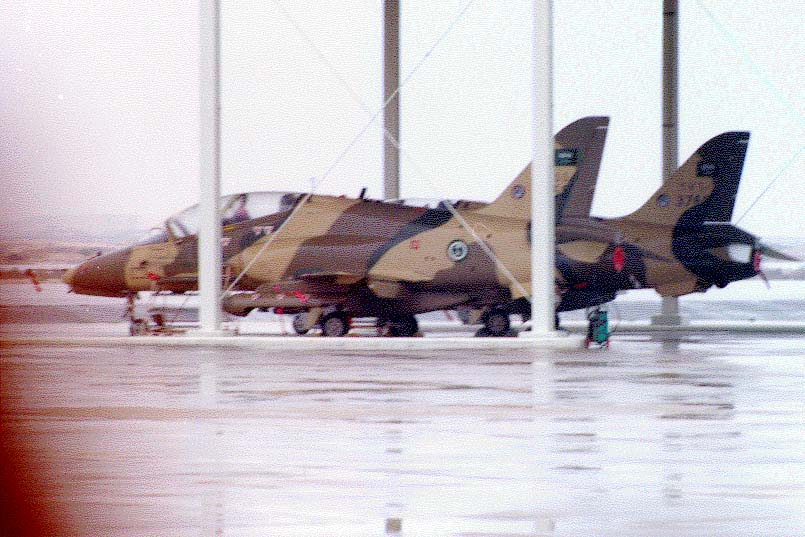
鷹式教練機
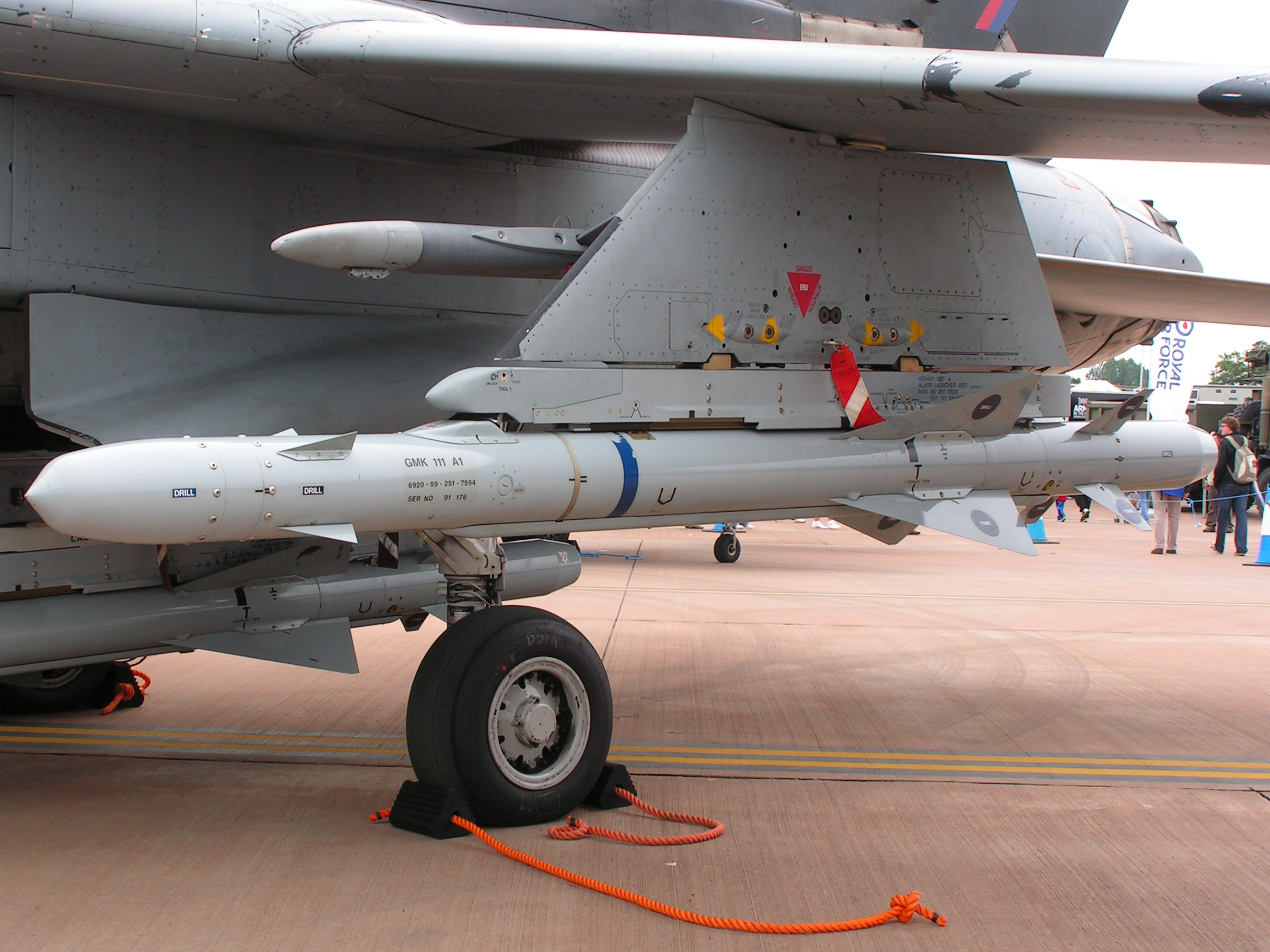
ALARM反輻射飛彈
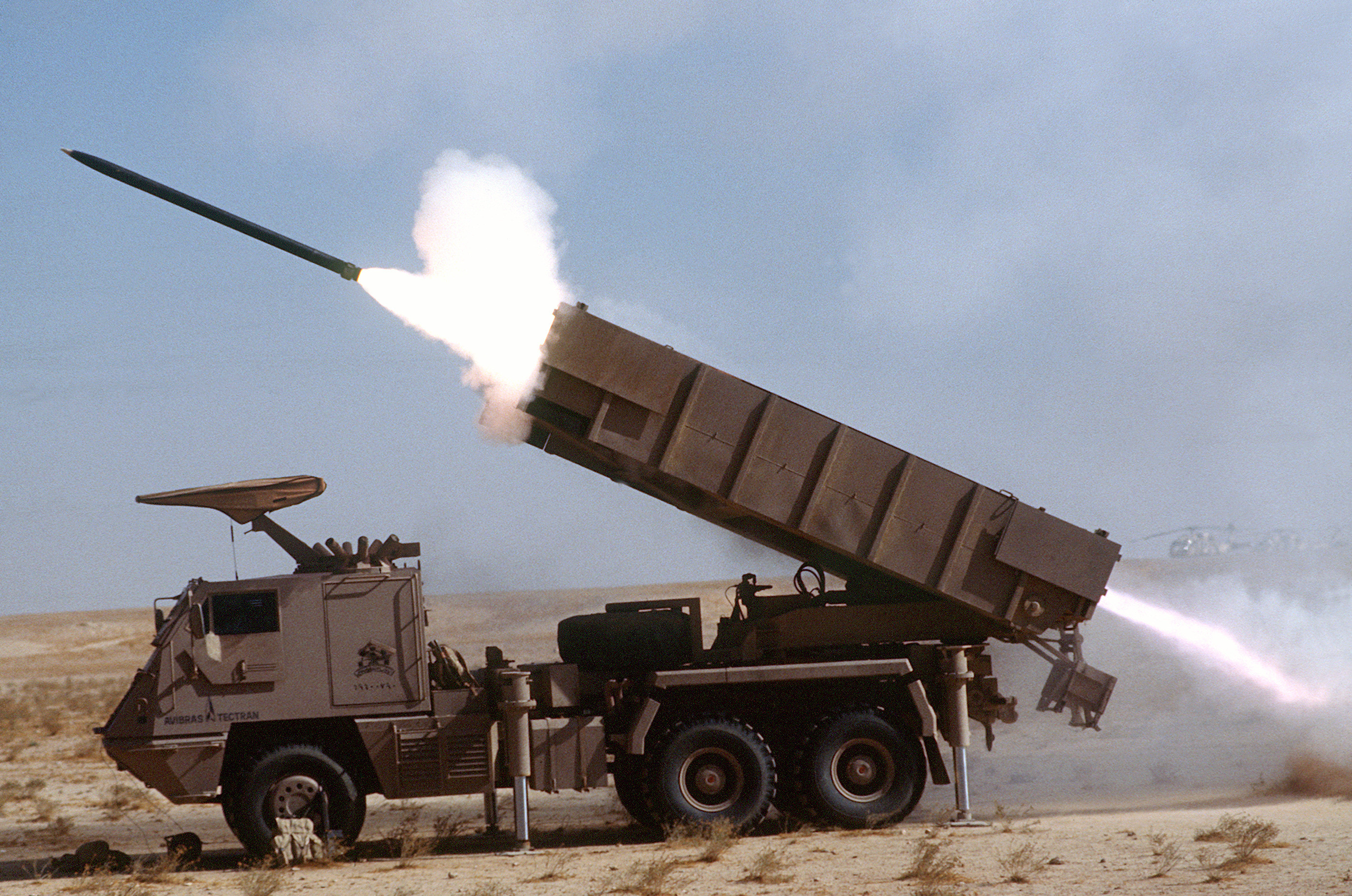
ASTROS-II多管火箭
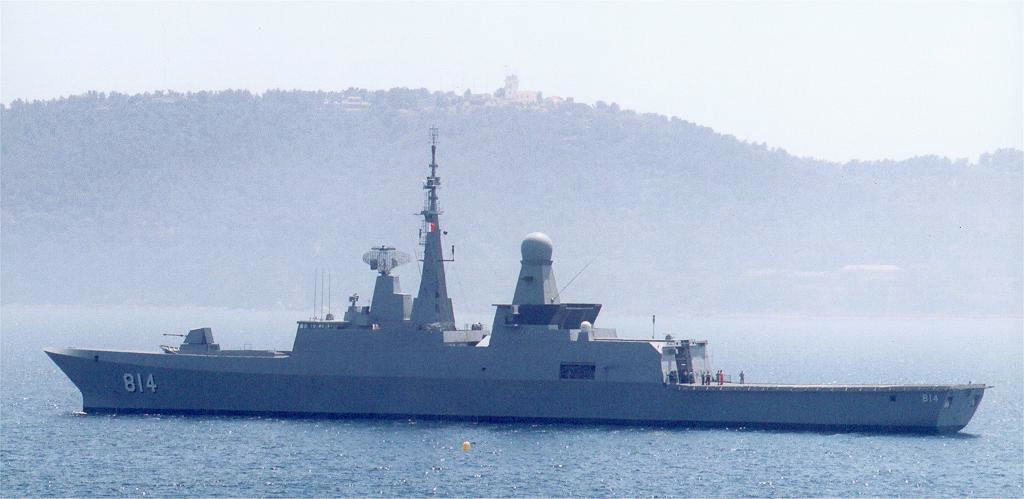
拉法葉級巡防艦
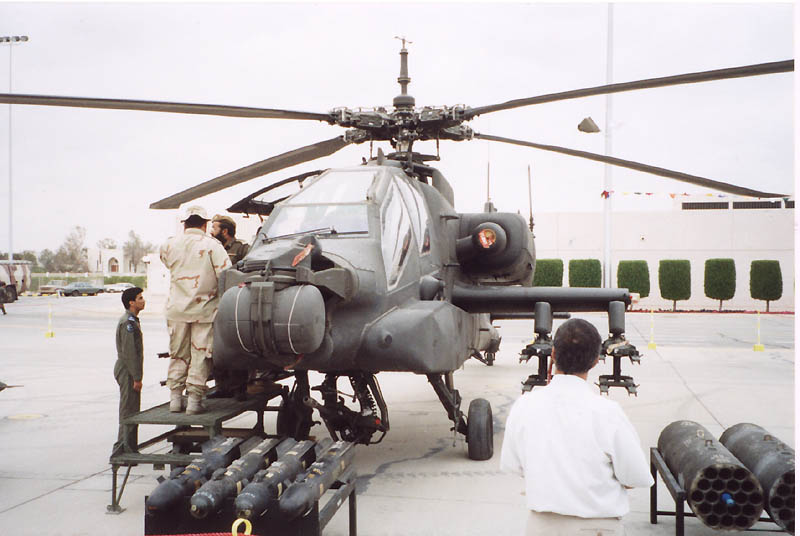
美製阿帕契
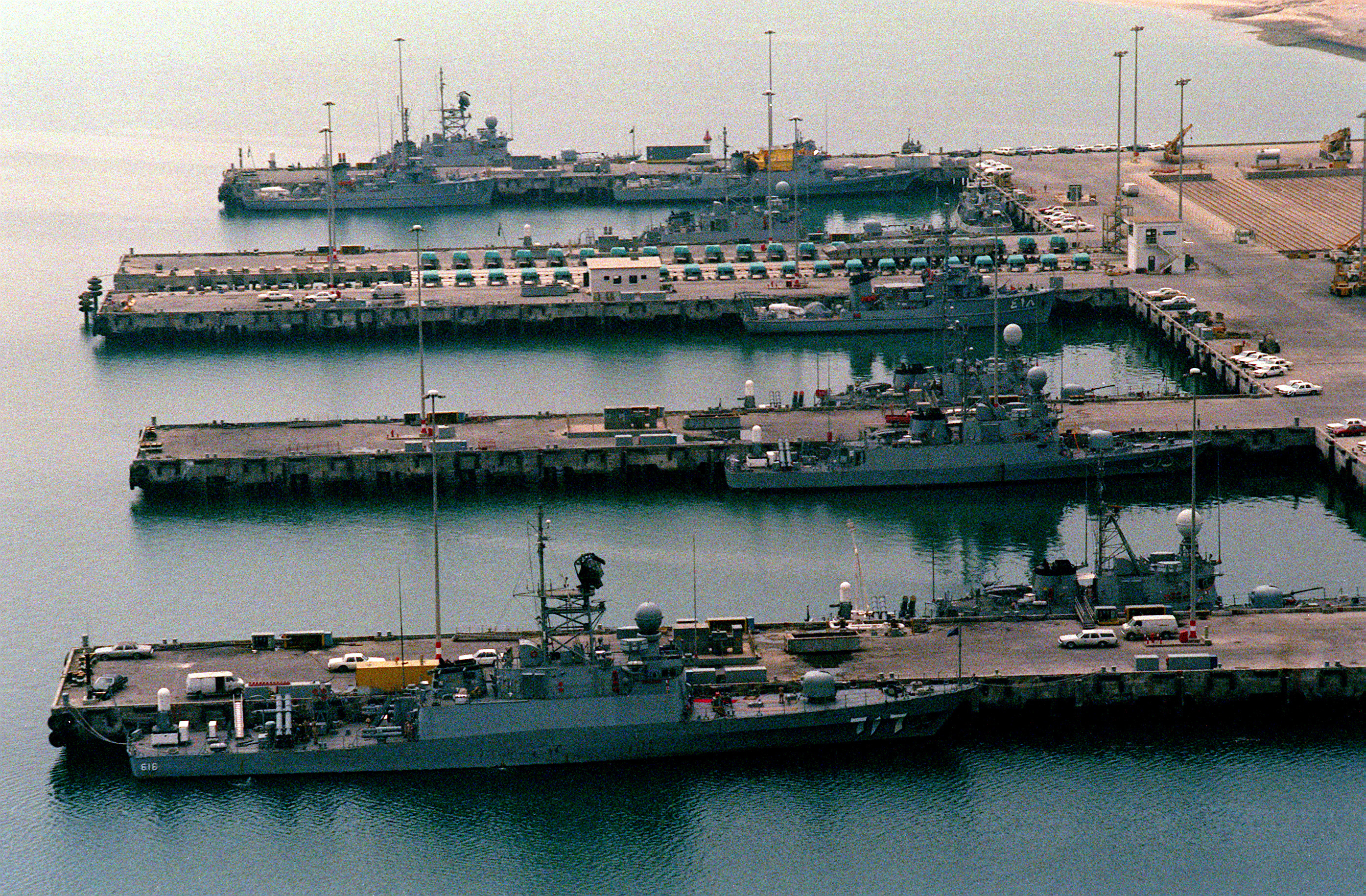
阿茲國王海軍基地

## 戰鬥表現
沙特阿拉伯雖然軍費支出巨大，但軍隊戰鬥力不高。在2015年開始的沙特领导的干预也门行动中，沙特軍面對民兵性質的胡塞武装组织，雖然在武器上遠較對手優勝，卻反而被胡塞軍攻入沙特境內。有評論認為沙特軍士氣不高，「槍聲一響便望風披靡，丟下裝備逃命」。